# Tomáš Vlček
Tomáš Vlček (28 febbraio 2001) è un calciatore ceco, difensore dello Slavia Praga e della nazionale ceca.

## Carriera

### Nazionale
Nel 2023 è stato convocato dalla nazionale Under-21 ceca per l'Europeo di categoria.
Il 15 marzo 2024 viene convocato per la prima volta in nazionale maggiore, con cui ha esordito 11 giorni dopo nell'amichevole vinta 2-1 contro Armenia.

## Statistiche

### Presenze e reti nei club
Statistiche aggiornate al 22 giugno 2023.
| Stagione                | Squadra                 | Campionato              | Campionato | Campionato | Coppe nazionali | Coppe nazionali | Coppe nazionali | Coppe continentali | Coppe continentali | Coppe continentali | Altre coppe | Altre coppe | Altre coppe | Totale | Totale |
| Stagione                | Squadra                 | Comp                    | Pres       | Reti       | Comp            | Pres            | Reti            | Comp               | Pres               | Reti               | Comp        | Pres        | Reti        | Pres   | Reti   |
| ----------------------- | ----------------------- | ----------------------- | ---------- | ---------- | --------------- | --------------- | --------------- | ------------------ | ------------------ | ------------------ | ----------- | ----------- | ----------- | ------ | ------ |
| 2018-2019               | Slavia Praga            | 1L                      | 0          | 0          | CRC             | 2               | 0               | UCL+UEL            | 0                  | 0                  | -           | -           | -           | 2      | 0      |
| lug.-dic. 2019          | Ústí nad Labem          | FNL                     | 7          | 0          | CRC             | 2               | 0               | -                  | -                  | -                  | -           | -           | -           | 9      | 0      |
| 2020-2021               | Vysočina Jihlava        | FNL                     | 26         | 0          | CRC             | 3               | 0               | -                  | -                  | -                  | -           | -           | -           | 29     | 0      |
| 2021-2022               | Vysočina Jihlava        | FNL                     | 29         | 1          | CRC             | 3               | 0               | -                  | -                  | -                  | -           | -           | -           | 32     | 1      |
| Totale Vysočina Jihlava | Totale Vysočina Jihlava | Totale Vysočina Jihlava | 55         | 1          |                 | 6               | 0               |                    | -                  | -                  |             | -           | -           | 61     | 1      |
| 2022-2023               | Pardubice               | 1L                      | 32+2       | 1          | CRC             | 1               | 0               | -                  | -                  | -                  | -           | -           | -           | 35     | 1      |
| Totale carriera         | Totale carriera         | Totale carriera         | 94+2       | 2          |                 | 11              | 0               |                    | 0                  | 0                  |             | -           | -           | 107    | 2      |

## Palmarès

### Club

#### Competizioni nazionali
- Campionato ceco: 2

Slavia Praga: 2018-2019, 2024-2025
- Coppa della Repubblica Ceca: 1

Slavia Praga: 2018-2019